# كريستيان أوليري
كريستيان أوليري (30 أغسطس 1977 في المملكة المتحدة -)، هو مدرب كرة قدم ولاعب كرة قدم بريطاني في مركز الوسط. لعب مع أندية سوانزي سيتي ونادي ريكسهام ونادي ليتون أورينت ونادي نيث ونادي تشيلتنهام تاون لكرة القدم.

## وصلات خارجية
- كريستيان أوليري على موقع قاعدة بيانات كرة القدم.إي يو (الإنجليزية)
- كريستيان أوليري على موقع Soccerbase.com (لاعب) (الإنجليزية)